# (13184) Augias
(13184) Augias, désignation internationale (13184) Augeias, est un astéroïde troyen jovien.

## Description
(13184) Augias est un astéroïde troyen jovien, camp grec, c'est-à-dire situé au point de Lagrange L4 du système Soleil-Jupiter. Il présente une orbite caractérisée par un demi-grand axe de 5,162 UA, une excentricité de 0,048 et une inclinaison de 4,5° par rapport à l'écliptique.
Il est nommé en référence au personnage de la mythologie grecque Augias, acteur du conflit légendaire de la guerre de Troie.

## Compléments